# Skeeter Jackson
Stanley Jackson, detto Skeeter (Monroe, 7 novembre 1957), è un ex cestista statunitense naturalizzato francese, padre del cestista Edwin Jackson.

## Carriera
Con la Francia ha disputato i Campionati europei del 1989.